# Rumania en los Juegos Olímpicos de Tokio 1964
Rumanía estuvo representada en los Juegos Olímpicos de Tokio 1964 por un total de 138 deportistas que compitieron en 13 deportes.  
El portador de la bandera en la ceremonia de apertura fue el piragüista Aurel Vernescu.

## Medallistas
El equipo olímpico rumano obtuvo las siguientes medallas:
| Nombre                                                     | Deporte            | Competición                    |
| ---------------------------------------------------------- | ------------------ | ------------------------------ |
| Oro                                                        |                    |                                |
| Iolanda Balaș                                              | Atletismo          | Salto de altura F              |
| Mihaela Peneș                                              | Atletismo          | Jabalina F                     |
| Plata                                                      |                    |                                |
| Valeriu Bularca                                            | Lucha grecorromana | 70 kg M                        |
| Hilde Lauer                                                | Piragüismo         | C1 500 m M                     |
| Andrei Igorov                                              | Piragüismo         | C1 1000 m M                    |
| Ion Tripșa                                                 | Tiro               | Pistola rápida de fuego 25 m M |
| Bronce                                                     |                    |                                |
| Lia Manoliu                                                | Atletismo          | Disco F                        |
| Dumitru Pârvulescu                                         | Lucha grecorromana | 52 kg M                        |
| Ion Cernea                                                 | Lucha grecorromana | 57 kg M                        |
| Aurel Vernescu                                             | Piragüismo         | C1 1000 m M                    |
| Hilde Lauer Cornelia Sideri                                | Piragüismo         | C2 500 m M                     |
| Simion Cuciuc Atanase Sciotnic Mihai Țurcaș Aurel Vernescu | Piragüismo         | C-4 1000 m M                   |